# Stanci (Aleksinac)
Pour les articles homonymes, voir Stanci.
Stanci (en serbe cyrillique : Станци) est un village de Serbie situé dans la municipalité d'Aleksinac, district de Nišava. Au recensement de 2011, il comptait 178 habitants.

## Démographie
| 1948 | 1953 | 1961 | 1971 | 1981 | 1991 | 2002 | 2011 |
| ---- | ---- | ---- | ---- | ---- | ---- | ---- | ---- |
| 609  | 595  | 587  | 465  | 374  | 301  | 241  | 178  |

|  |